# Louise Jones
Louise Christine Jones (nascida em 8 de junho de 1963) é uma ex-ciclista galesa.  Viveu em Port Talbot, no País de Gales enquanto competia, agora reside em Brisbane, na Áustria.
Jones tornou-se a primeira mulher do País de Gales a ganhar medalha de ouro nos Jogos da Commonwealth, quando ciclismo feminino foi introduzido em Auckland, Nova Zelândia, em 1990. Ela terminou em quarto lugar na prova de estrada nos Jogos da Commonwealth de 1998, em Kuala Lumpur, Malásia. Representou o Reino Unido no Campeonato Mundial de Ciclismo em Estrada em 1991 e nas duas edições dos Jogos Olímpicos (Seul 1988 e Barcelona 1992).
Jones se aposentou em 2000 e tem trabalhado como comissária para a UCI.
É mãe do ciclista Hayley Jones.